# 소래산
소래산(蘇萊山)은 대한민국 인천광역시 남동구 장수동과 경기도 시흥시 대야동의 경계에 위치한 산이다.으로, 서쪽에는 높이는 해발 299.4m에 이르고 있다. 서쪽으로 인천대공원이 있는 관모산을 마주보고 있다.

## 유래
소래산은 인천 남동구 장수동 산 65번지 일대가 정상석 주변 반경100m이다. 행정동과 법정동으로 볼 때 소래산 정확한 위치는 인천 남동구 장수동 산 65번지이다. 단지 소래산 산림욕장이라고 소래산 극히 일부만 시흥시 대야동에 있다. 근교 산 정상에서에 맛볼 수 없는 낙조 경관이 최고이다.
소래란 지명은 지형이 소라처럼 생겼다는 설과 냇가에 숲이 많다는 설과 솔내에서 유래되었다는 설, 지형이 좁다는 등의 이유에서 비롯되었다고 한다. 전해 내려 오는 이야기로는 신라 무열왕 7년(660년)에 당나라 소정방이 나당 연합군의 일원으로 군사를 친히 이끌고 백제를 공략하기 위하여 중국 산둥성의 래주를 출발하여 덕적도를 거쳐 이 산에 머물렀던 뒤부터 소정방의 소(蘇) 자와 래주의 래(萊) 자를 합쳐 소래산으로 불리기 시작했다고 한다. 소래포구 등 근처 지역에 "소래"라는 명칭이 많은 이유도 그 때문이다.
소래산은 옛 인천도호부의 진산(鎭山)이기도 하다. 조선시대 당시에는 지금의 경기도 시흥시 북부 일대는 시흥군이 아닌 인천도호부에 속했다.

## 참고 사항
소래산 중턱 장군바위라고 부르는 암벽에 보물 제1324호로 지정된 마애보살입상이 선각되어 있다.

## 등산코스[2]
- 제1 코스: (1시간 소요)  자동차 주차 공간이 넉넉한 점이 특징이다.

인천대공원 동문(만의골)주차 - 만의골- 고압선 철탑(소래터널) - 우측(갈림길 좌-성주산 우-소래산) - (무인안내방송 갈림길 직진-정상최단거리 좌- 마애불상 우 -정상(계단) - 소래산 정상
- 제2 코스: 관모산-거마산-성주산- 소래산 연계 코스 (4시간 30분 소요) - 등산을 즐길 수 있다.

만의골 - 인천대공원 관모산입구 - 거마산정상-갈림길우측(인천중앙병원쪽 성주산(전진@) 방향) - 전진아파트(6번종점) - 약수터 - 수려사 - 하우고개 부천역방향 - 성주산 약수공원 - 팔각정 - 하우고개 구름다리 - 성주산정상 - 소래터널(고압선 철탑) -갈림길 좌 (마애불상쪽 정상방향) - 청룡약수터(수질오염 심함) - 헬기장 - 산불감시초소 - 소래산 정상 - 김재록 묘 방향 하산
- 제3 코스: (1시간 소요) 가족끼리 산책할 만한 코스이다.(내원사 입구에서부터 마애불상까지 완만한 산책로)

내원사입구 - 내원사 - 쉬어가는숲 - 만남의 숲 - 청룡 약수터 - 마애불상 - 헬기장(공수부대 훈련장) - 소래산 정상 ? 갈림길 - 마애상 - 청룡약수 - 산림욕장입구 - 한국가스안전공사앞(또는 소래자동차학원앞)
- 제5 코스: (소래산-성주산-할미산 종주, 2시간 소요) 주변 거주민들의 운동 코스

내원사입구 - 내원사 - 쉬어가는숲 - 바위전망대 - 헬기장 - 산불감시탑 - 소래산 정상 - 갈림길 - 소래터널(고개) - 성주산 ? 하우고개 - 팔각정 - 여우고개 - 할미산 - 소사동 하산
- 제6 코스 (소래산-성주산-거마산 종주, 원점회귀산행, 2시간 30분 소요)

내원사입구 - 내원사 - 쉬어가는숲 - 바위전망대 - 헬기장 - 산불감시탑 - 소래산 정상 - 갈림길 - 소래터널(고개) - 성주산 - 전진아파트(6번종점) - 약수터 - 거마산 - 만의골 - 도로 - 42번국도 ? 내원사입구
부가 정보
- 성주산의 등산로는 대체로 순탄한 편이지만 소래산의 일부 정상 바위구간은 경사가 가파르고 바닥이 고르지 못하므로 아이들과 동행 시는 조심해야 한다.
- 소래산 북쪽능선으로 하산 시 헬기장에서 오른쪽으로 내려서지 말고 계속 직진해야 성주산 산행시점인 소래터널쪽으로 갈 수 있다. 그러나 오른쪽으로 내려선 후, 마애상을 구경하고 소래터널로 향해도 거리상 약간의 차이만 있다.
- 하우고개에서 여우고개로 향하는 능선길은 마지막 삼거리에서 여우고개 방향으로 내려서지 말고 계속 직진하면 여우고개(할미산) 고갯마루(소사동)까지 산행이 가능하다. 거마산은 철책 옆에 등산로가 있다. 경관은 좋지 않지만 연계코스로 적합하다.

## 같이 보기
- 한국의 산